# D’eux
A D’eux Céline Dion kanadai énekesnő huszonegyedik albuma, mely 1995. március 27-én jelent meg Franciaországban, 28-án Kanadában. Az Egyesült Államokban The French Album címmel adták ki '95 májusában. A D’eux minden idők legsikeresebb francia nyelvű lemeze, mely 10 millió példányban kelt el világszerte. Franciaországban is a legsikeresebbnek bizonyult, több mint 4,4 millió darabot vásároltak meg az országban.
2009. november 18-án jelent meg a D’eux – 15th Anniversary Edition CD/DVD verzió Finnországban, november 27-én Franciaországban, Svájcban, Belgiumban, Németországban, és 2009. december 1-jén Kanadában. Az Egyesült Államokban és Japánban behozatallal elérhető. Kiadója, a Legacy Recordings, az album megjelenésének 15 éves évfordulójára jelentette meg. A jubileumi kiadvány digitális verziója csak az audió felvételeket tartalmazza, a DVD további tartalmát nem. Ez 2009. november 24-én jelent meg a legtöbb európai országban, 2009. december 1-jén Kanadában.

## Háttér
A lemez dalainak írója és producere a népszerű francia énekes és dalszövegíró, Jean-Jacques Goldman volt. Köztük helyet kaptak olyan sikeres slágerdalok, mint a Pour que tu m'aimes encore és a Je sais pas. A Vole című dalt az énekesnő unokahúgának, Karine-nek az emlékére ajánlotta, aki cisztás fibrózisban halt meg. Ez a három dal később angol nyelven is elkészült If That's What It Takes, I Don't Know és Fly címmel, és a következő, a Falling into You című lemezen hallható.
A lemezt 1995 áprilisában egy egyórás televíziós műsorral vezették be, illetve Céline D’eux Tour című turnéjával is népszerűsítette azt 1995. szeptember és 1996. február között. A koncertek egyikén, a párizsi Le Zénithben felvett műsor Live à Paris címmel jelent meg 1996 októberében CD-n.
A lemez Franciaországban megjelent egy alternatív borítóval is. Ezen a ritkaságon más a betűtípus, illetve Dion és Goldman fotója szerepel rajta.
Az album vezető slágere, a Pour que tu m’aimes encore számos díjat nyert, köztük Juno-, Félix- és Victoires de la Musique-díjat is. Ezen kívül Céline a francia kulturális minisztertől Medal of Arts and Letters kitüntetésben részesült, mint a legsikeresebb francia nyelvű művész.
A D’eux több dala megjelent a 2005-ös On ne change pas című válogatáslemezen. A 2007-ben kiadott D’elles lemez címe visszautalás a D’eux-ra, mint annak „nőies” verziója.

## Dalok listája
| #   | Cím                                         | Szerző(k)               | Hossz |
| --- | ------------------------------------------- | ----------------------- | ----- |
| 1.  | Pour que tu m’aimes encore                  | Jean-Jacques Goldman    | 4:14  |
| 2.  | Le ballet                                   | Jean-Jacques Goldman    | 4:25  |
| 3.  | Regarde-moi                                 | Jean-Jacques Goldman    | 3:56  |
| 4.  | Je sais pas                                 | Goldman, Robert Goldman | 4:33  |
| 5.  | La mémoire d’Abraham                        | Jean-Jacques Goldman    | 3:49  |
| 6.  | Cherche encore                              | Erick Benzi             | 3:24  |
| 7.  | Destin                                      | Jean-Jacques Goldman    | 4:15  |
| 8.  | Les derniers seront les premiers            | Jean-Jacques Goldman    | 3:32  |
| 9.  | J’irai où tu iras (Jean-Jacques Goldmannal) | Jean-Jacques Goldman    | 3:27  |
| 10. | J’attendais                                 | Jean-Jacques Goldman    | 4:24  |
| 11. | Prière païenne                              | Jean-Jacques Goldman    | 4:12  |
| 12. | Vole                                        | Jean-Jacques Goldman    | 2:58  |

| 13. | Pour que tu m’aimes encore (demo version)                   | 3:59 |
| 14. | Le ballet (demo version)                                    | 2:57 |
| 15. | J’irai où tu iras ((Jean-Jacques Goldmannal) (demo verzió)) | 2:06 |
| 16. | Vole (instrumentális)                                       | 2:54 |
| 17. | Pour que tu m’aimes encore (instrumentális)                 | 4:19 |

| 1. | The Sonia Benezra TV Special Special Dimanche (1995) | 35:40 |
| 2. | Pour que tu m’aimes encore (videóklip)               | 4:10  |
| 3. | Les derniers seront les premiers (videóklip)         | 3:53  |
| 4. | J’attendais (videóklip)                              | 3:26  |
| 5. | Je sais pas (videóklip (második verzió))             | 4:40  |

## Megjelenések
| Terület            | Megjelenés         | Kiadó                         | Formátum        | Katalógusszám |
| ------------------ | ------------------ | ----------------------------- | --------------- | ------------- |
| Franciaország      | 1995. március 27.  | Sony Music, Columbia          | CD, LP, kazetta | 4802862       |
| Kanada             | 1995. március 28.  | Sony Music, Columbia          | CD, LP, kazetta | 80219         |
| USA                | 1995. május 16.    | Epic                          | CD, LP, kazetta | 67107         |
| Egyesült Királyság | 1995. október 2.   | Sony Music, Epic              | CD, LP, kazetta | 4802862       |
| Japán              | 1996. október 2.   | Sony Music Japan, Epic        | CD, LP, kazetta | ESCA-6541     |
| Európa             | 2009. november 18. | Sony Music, Legacy Recordings | CD/DVD          | 88697559222   |
| Kanada             | 2009. december 1.  | Sony Music, Legacy Recordings | CD/DVD          | 88697559222   |

## Fogadtatás
Az AllMusic szerint a lemez jól felépítette és szórakoztató felnőtt popzenei, összességében elég jó album.
A D’eux minden idők legsikeresebb francia nyelvű lemeze, melyből 10 millió példány kelt el világszerte. Franciaországban gyémántlemez lett, majd amikor több mint 4 412 100 darab kelt el belőle, az ország legsikeresebb lemeze lett. 44 egymást követő héten állt a francia listák élén és összesen 137 hétig szerepelt a listán, mellyel rekordot döntött. Amikor kijött az énekesnő következő lemeze 1996-ban (Falling into You), Franciaországban a második helyen debütált, mert az első helyet még mindig a D'eux foglalta el. 1995-ben Céline Dion volt a legjátszottabb énekesnő a francia rádióadókon.
Vallóniában ezt megelőzően egyetlen lemez sem volt 37 héten át első, illetve 131 héten át a listák szereplője. Svájcban öt hétig, Belgium flamand területein négy hétig volt első. Kanadában hétszeres, Belgiumban hatszoros, Svájcban négyszeres platinaminősítést ért el.
Annak ellenére, hogy a lemez francia nyelvű dalokat tartalmaz, nem francia nyelvterületeken is nagy sikert aratott. Az Egyesült Királyságban a 7. helyig jutott, 250 000 példányban kelt el, és Dion lett az első és egyetlen olyan énekes, aki francia nyelvű kiadvánnyal aranylemez minősítést ért el az országban. Később ugyanezt a sikerét ismételte meg a S'il suffisait d'aimer (1998). A D’eux még az Egyesült Államokban is 242 000 példányban kelt el a Nielsen SoundScan adatai alapján.
Hollandiában, Lengyelországban szintén platinalemez lett, Új-Zélandon pedig arany. További nem francia nyelvű országokban is sikeresnek bizonyult; Hollandiában két hétig 1., Portugáliában 2., Dániában 5., Svédországban 9. hely volt a legjobb helyezésre. A legjobb 100 európai album között a 3. helyet érte el és nyolcszoros platinalemez lett.

### Díjak
| Év   | Díj                                 | Kategória                                                                                      |
| ---- | ----------------------------------- | ---------------------------------------------------------------------------------------------- |
| 1995 | Félix-díj                           | Az év pop/rock albuma - D'eux                                                                  |
| 1995 | Félix-díj                           | Az év legnépszerűbb dala – Pour que tu m'aimes encore                                          |
| 1995 | Félix-díj                           | A Québecen kívül legnagyobb sikert elérő québeci művész                                        |
| 1996 | World Music Awards                  | Az év legtöbb lemezt eladott kanadai művésze                                                   |
| 1996 | MIDEM Awards                        | Több mint négy millió világszerte eladott lemezért – D'eux                                     |
| 1996 | Juno-díj                            | Az év legsikeresebb francia nyelvű albuma – D'eux                                              |
| 1996 | Juno-díj                            | Az év legsikeresebb albuma – D'eux                                                             |
| 1996 | Félix-díj                           | Az év legsikeresebb albuma – D'eux                                                             |
| 1996 | Félix-díj                           | Az év női előadóművésze                                                                        |
| 1996 | Félix-díj                           | Az év előadása                                                                                 |
| 1996 | Félix-díj                           | Québeci művész nem francia nyelven elért legnagyobb sikere                                     |
| 1996 | Félix-díj                           | A Québecen kívül legnagyobb sikert elérő québeci művész                                        |
| 1996 | Victoires de la Musique             | Legjobb francia művész                                                                         |
| 1996 | Victoires de la Musique             | Az év legjobb dala – Pour que tu m'aimes encore                                                |
| 1996 | Trophée Radio France Internationale | Conseil Francophone de la Chanson – Pour que tu m'aimes encore                                 |
| 1996 | Medal of Arts and Letters           | A francia kulturális miniszter elismerése a történelem legsikeresebb francia nyelvű művészének |

## Helyezések és minősítések
| Lista                     | Legjobb pozíció |
| ------------------------- | --------------- |
| Osztrák albumlista        | 35              |
| Flamand albumlista        | 1               |
| Vallon albumlista         | 1               |
| Kanadai Record albumlista | 31              |
| Kanadai RPM albumlista    | 29              |
| Dán albumlista1           | 5               |
| Holland albumlista        | 1               |
| Európai albumlista        | 3               |
| Finn hivatalos albumlista | 23              |
| Francia albumlista        | 1               |
| Német albumlista          | 69              |
| Olasz albumlista          | 38              |
| Japán albumlista          | 50              |
| Új-Zélandi albumlista     | 17              |
| Portugál albumlista       | 2               |
| Svéd albumlista           | 9               |
| Svájci albumlista         | 1               |
| Brit albumlista           | 7               |

| Ország             | Minősítés² |
| ------------------ | ---------- |
| Belgium            | 6x platina |
| Kanada             | 7x platina |
| Európa             | 8x platina |
| Franciaország      | Gyémánt    |
| Hollandia          | Platina    |
| Új-Zéland          | Arany      |
| Lengyelország      | Platina    |
| Svájc              | 4x platina |
| Egyesült Királyság | Arany      |

1A lista 1997. január óta működik

²A minősítések még korábbi feltételrendszer szerintiek, magasabb minősítési szintekkel, mint napjainkban.

## Fordítás
Ez a szócikk részben vagy egészben  a   D'eux című angol Wikipédia-szócikk fordításán alapul.  Az eredeti cikk szerkesztőit annak laptörténete sorolja fel. Ez a jelzés csupán a megfogalmazás eredetét és a szerzői jogokat jelzi, nem szolgál a cikkben szereplő információk forrásmegjelöléseként.